# بيت علي طاهر (حبيش)

تعديل مصدري - تعديل

بيت علي طاهر محلة تابعة لقرية الزواني، التابعة لعزلة قحزة بمديرية حبيش إحدى مديريات محافظة إب في الجمهورية اليمنية، بلغ تعداد سكانها 57 حسب تعداد اليمن لعام 2004.